# في كل أسبوع يوم جمعة (مسلسل)
في كل أسبوع يوم جمعة هو مسلسل تلفزيوني مصري درامي عُرض سنة 2020 على منصة شاهد من إخراج محمد شاكر خضير، ومن إنتاج محمد حفظي، ومن كتابة إياد إبراهيم، وسمر عبد الناصر، ومحمد هشام عبية اقتباسًا عن رواية بنفس الاسم للكاتب إبراهيم عبد المجيد، والمسلسل من بطولة منة شلبي، وآسر ياسين، وسوسن بدر، وعبد العزيز مخيون، وعارفة عبد الرسول، ورشدي الشامي.

## القصة
تتحول "نور" من فتاة عادية وقعت في حب "نديم شكري" الكاتب المعروف إلى قاتلة متسلسلة متزوجة من رجل متوحد. تتطور أحداث المسلسل في جو من الغموض وتقع العديد من الجرائم بسبب الصفقة التي أبرمتها "نور" في السابق والتي غيرت حياتها إلى الأبد.

## طاقم العمل
- منة شلبي
- آسر ياسين
- سوسن بدر
- عبد العزيز مخيون
- عارفة عبد الرسول
- رشدي الشامي
- أحمد خالد صالح
- مي الغيطي
- محمد حاتم
- محمود إمام
- نهال كمال
- خالد أنور
- كريم دسوقي
- أمينة البنا
- لينا صقر
- طه خليفة
- أحمد الشربيني
- فرح

## وصلات خارجية
- في كل أسبوع يوم جمعة على موقع IMDb (الإنجليزية)
- في كل أسبوع يوم جمعة على موقع قاعدة بيانات الأفلام العربية
- في كل أسبوع يوم جمعة على موقع قاعدة بيانات الفيلم (الإنجليزية)